# Baross utca
Baross utca est une rue située dans le 8e arrondissement de Budapest. Il s'agit de l'ancienne voie principale de l'arrondissement, parcourue par la ligne  83 du trolleybus de Budapest. Il relie Szabó Ervin tér (aux abords de Kálvin tér, où se situe la Bibliothèque métropolitaine Ervin Szabó) à Orczy tér en traversant le Nagykörút au niveau d'Harminckettesek tere ainsi que Kálvária tér.